# La Gascogne (paquebot de 1886)
Pour les articles homonymes, voir Gascogne.
La Gascogne est un paquebot de la Compagnie générale transatlantique de 1886 à 1912, puis de la Compagnie Sud-Atlantique. Il est démoli en 1919.

## Histoire
La Gascogne est le troisième paquebot d'une série de quatre navires-jumeaux (La Champagne, La Bretagne et La Bourgogne) mis en chantier en 1884. Il est mis en service en septembre 1886 sur la ligne Le Havre—New York.
En 1894, il est équipé de chaudières neuves et d'une machine à quadruple expansion. Ses cheminées sont rehaussées et les deux mâts médians supprimés. Peu de temps après cette refonte, son unique arbre d'hélice se casse en plein océan Atlantique et le navire dérive en dehors des routes maritimes fréquentées. Sans ses mâts et voiles de secours, fréquentes sur les paquebots de cette époque mais jugées inutiles et débarquées lors de la refonte, et la TSF n'étant pas encore entrée en service, une baleinière est préparée et confiée au Lieutenant Unsworth et à quelques matelots pour chercher secours ; ils trouvent un navire désireux de leur porter assistance et La Gascogne arrive à New York en remorque, avec dix jours de retard.
Les paquebots suivants de la Compagnie Générale Transatlantique, nettement plus grands (comme La Touraine) seront, eux, équipés de deux machines et de deux hélices, ce qui s'avérera utile notamment sur La Touraine victime de plusieurs rupture d'arbre d'hélice). À cette époque, la concurrence est rude et les transatlantiques marchent à la puissance maximum dans les grosses houles, ce qui fait beaucoup travailler les coques à la flexion et entraîne ce genre d'avaries.
Fin 1912, il est transféré à la Compagnie Sud-Atlantique nouvellement créée et dessert l'Amérique du Sud au départ de Bordeaux. 
En août 1914, il est transformé en croiseur auxiliaire. En 1915, il effectue trois voyages vers New York pour le compte de la Compagnie générale transatlantique puis est utilisé, de nouveau sous les couleurs de la Compagnie Sud-Atlantique, comme navire-dépôt à Salonique.

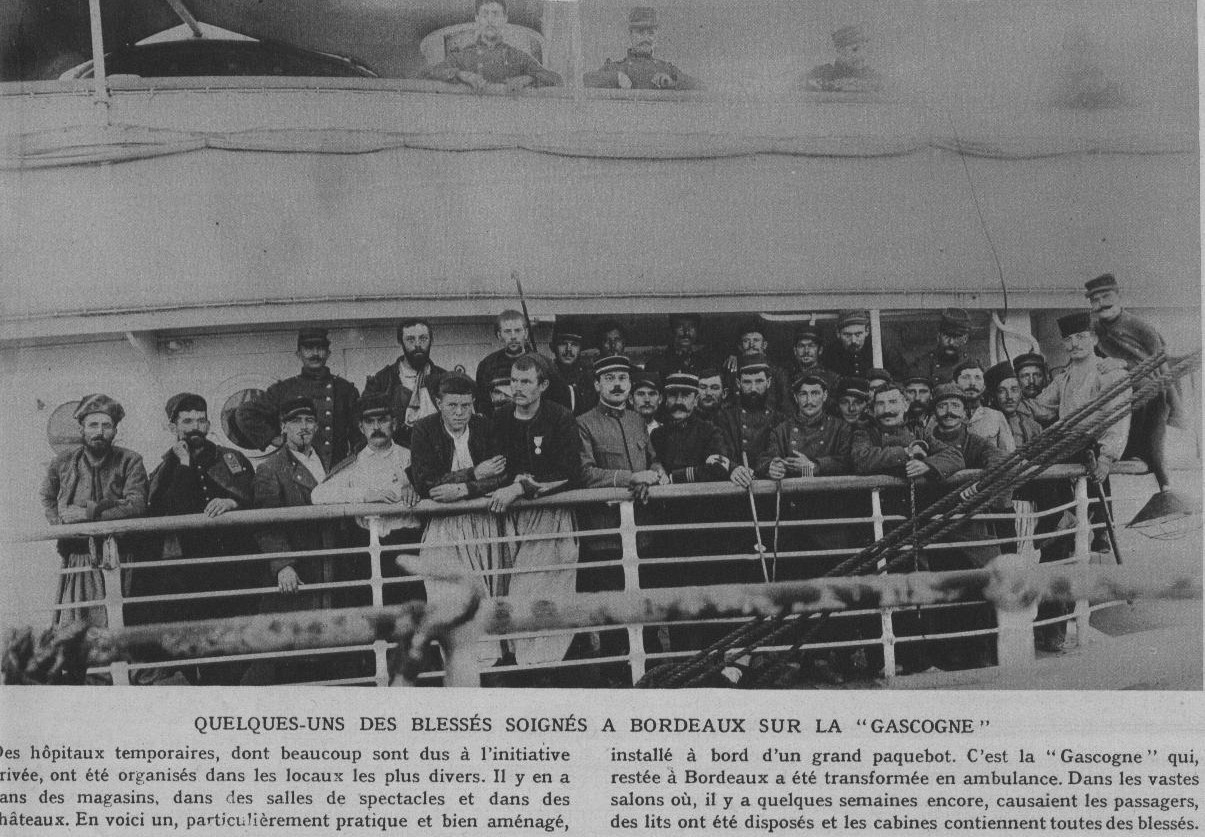
La Gascogne, navire hôpital à quai à Bordeaux.

Il est désarmé à Bordeaux en novembre 1918 où il a été converti en navire-hôpital à quai. En piteux état, il est démoli à Gênes en 1919.